# 李珏熙
李珏熙（英語：Marco LEE Kwok-hei，1993年5月24日—），香港本土派政治人物、唱作人，為大圍村原居民，已婚並育有一子一女；其曾為香港本土派政黨熱血公民成員，並於2016年立法會選舉排熱普城陳根名單次名出選。其胞兄李政熙亦曾與其一同加入熱血公民，及曾於示威期間創辦國難五金支援。

## 經歷

### 2014年雨傘運動
李珏熙因雨傘運動時涉嫌襲警一案的上訴失敗，襲警罪成立，於2016年被判即時入獄4星期。

### 2016年香港立法會選舉
李珏熙曾以熱血公民成員名義參加2016年香港立法會選舉，在新界東選區 排陳根名單次名出選，其名單以23,635 票落選。

### 稱口號被盜用
2015年香港區議會選舉時，其兄李政熙代表政黨熱血公民參選，李珏熙為其撰寫選舉宣言時替其創作了選舉口號：「世上沒有從天而降的英雄，只有挺身而出的凡人。」；據其本人所述，該口號最終於出選前不幸被黨主席刪去。
數年後，香港於2019年爆發反修例示威，其兄因創辦「國難五金」支援示威者物質補給而被捕，獲釋後對外公開發言時重提此口號，至此該口號一度重新流行並再次重現於街頭塗鴉之中。
翌年中國內地爆發COVID-19疫情後，內地網民悼念因為當吹哨人揭露疫情被訓誡、其後更染疫因工殉職的武漢醫生李文亮時，亦有引用該口號，香港示威中的塗鴉照片亦被網民於微博上廣傳。中國共產黨總書記習近平於頒授「共和國勳章」時引用，以表彰抗疫的醫護人士，新聞一出即引來世界各國媒體及評論指出其抄襲他人作品其本人發現習近平盜用自己創作的口號時，亦於其Facebook個人專頁上直斥其非。